# علی‌بزایه
علی‌بزایه، روستایی است از توابع بخش لشت نشا شهرستان رشت در استان گیلان ایران.

## جمعیت
این روستا در دهستان گفشه لشت نشا قرار دارد و براساس سرشماری مرکز آمار ایران در سال ۱۳۸۵، جمعیت آن ۶۵۲ نفر (۲۰۵خانوار) بوده‌است.